# Lawrence Shields
Pour les articles homonymes, voir Shields.
Marion Lawrence « Larry » Shields (né le 5 mars 1895 à West Chester et décédé le 19 février 1976 à Rochester) est un athlète américain spécialiste du demi-fond. Affilié au Meadowbrook Club, il mesurait 1,70 m pour 64 kg.

## Biographie

### Palmarès
| Date | Compétition           | Lieu   | Résultat | Épreuve            | Performance  |
| ---- | --------------------- | ------ | -------- | ------------------ | ------------ |
| 1920 | Jeux olympiques d'été | Anvers | 3e       | 1 500 mètres       | 4 min 03 s 1 |
| 1920 | Jeux olympiques d'été | Anvers | 1er      | 3 000 m par équipe | 10 pts       |

### Records
| Épreuve      | Performance  | Lieu | Date |
| ------------ | ------------ | ---- | ---- |
| 1 500 mètres | 4 min 03 s 0 |      | 1920 |
| Mile         | 4 min 18 s 4 |      | 1922 |